# Liparis oppositifolia
Liparis oppositifolia là một loài thực vật có hoa trong họ Lan. Loài này được Szlach. mô tả khoa học đầu tiên năm 1993.